# Бигильдино (Башкортостан)
Бигильдино (баш. Бейгилде) — деревня в Балтачевском районе Республики Башкортостан Российской Федерации. Входит в состав Староянбаевского сельсовета.

## География

### Географическое положение
Расстояние до:
- районного центра (Старобалтачёво): 25 км,
- центра сельсовета (Староянбаево): 3 км,
- ближайшей ж/д станции (Куеда): 92 км.

## История
По материалам Первой ревизии, в 1722 году в деревне были учтены 34 души мужского пола служилых мещеряков.
В «Списке населенных мест по сведениям 1870 года», изданном в 1877 году, населённый пункт упомянут как деревня Бигильдина 1-го стана Бирского уезда Уфимской губернии. Располагалась при речке Ари, слева от Кунгурского и Сибирского почтовых трактов, в 83 верстах от уездного города Бирска и в 35 верстах от становой квартиры в селе Аскине. В деревне, в 67 дворах жили 394 человека (206 мужчин и 188 женщин, мещеряки), были мечеть, училище, водяная мельница.

## Население
| 2002 | 2009 | 2010 |
| ---- | ---- | ---- |
| 246  | ↗260 | ↘232 |

Согласно переписи 2002 года, преобладающие национальности — башкиры (66 %), татары (33 %).

## Религия
В деревне есть мечеть.